# 長距離トレイル

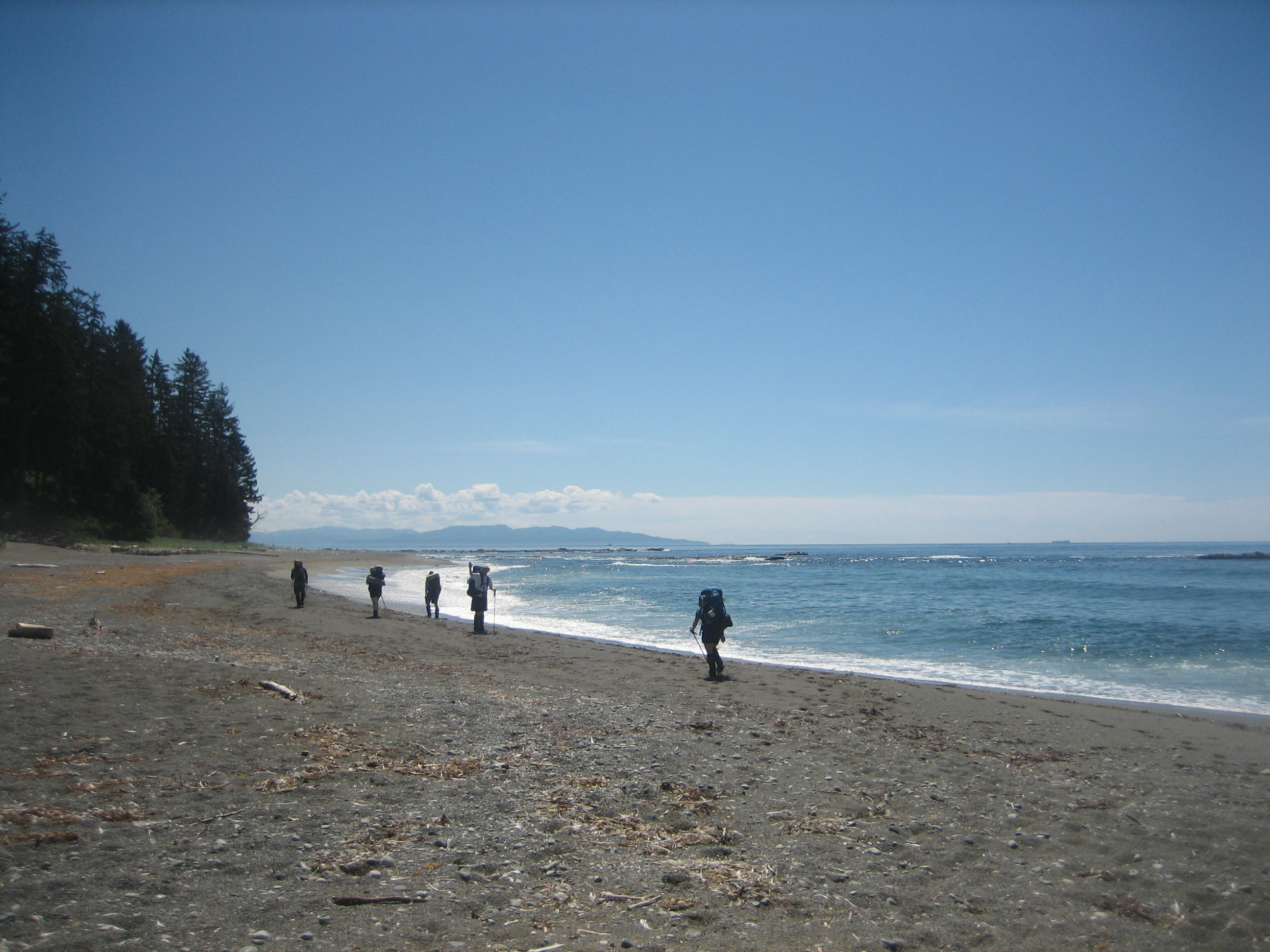
ウェスト・コースト・トレイル（カナダ・ブリティッシュコロンビア州バンクーバー島で）

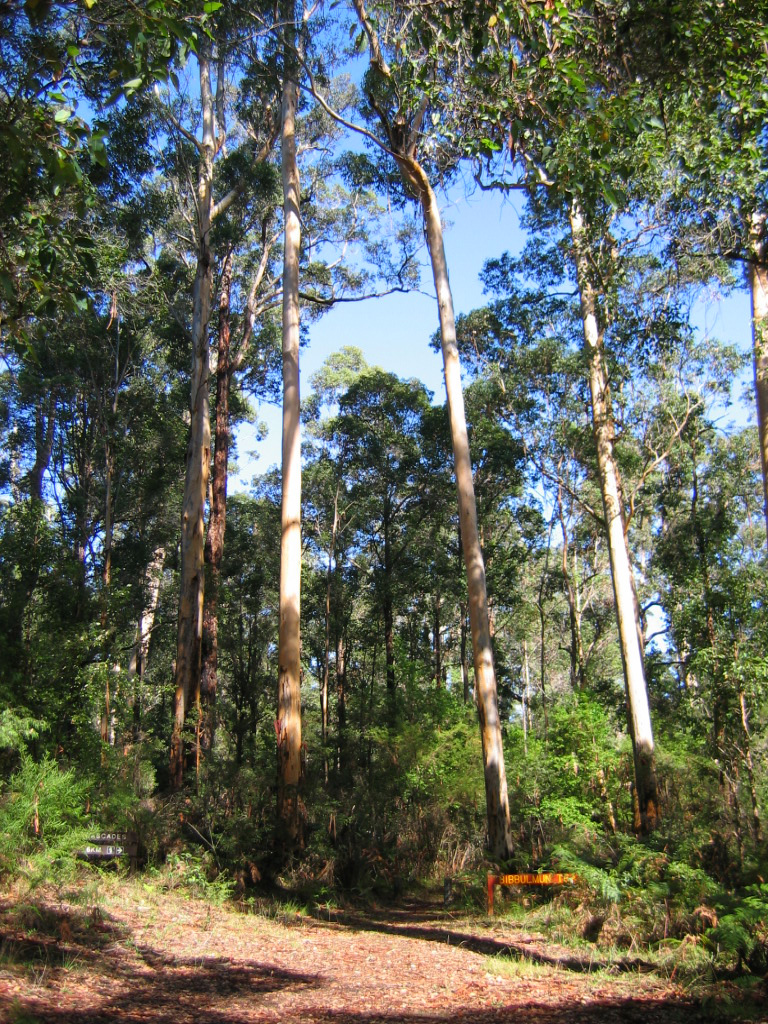
カリ（Karri）の林を通る（西オーストラリア州ペンバートンで）

長距離トレイル（ちょうきょりトレイル、英語: Long-distance trail、フランス語: Sentier de longue randonnée）は、長距離歩道、フットパス、トラック、ウェイ、グリーンウェイ）などとも呼ばれ、主に細道（トレイル）のハイキング、バックパッキング、サイクリング、乗馬、クロスカントリースキーなどに使われる長めのレクリエーション・トレイルである。

## 概要
多くの長距離トレイルは地図とガイドブックに記されている。一般的に、長距離ルートは少なくとも50kmの長さがあるが、多くは数百キロメートル、またはそれ以上続く。
多くのルートには道標があり、公有地や私有地を横切ったり、既存の通行権に従ったりする。一般に、路面は特別に整地されておらず、鉄道の線路を改造した場所や、浸食を防ぐために石畳や平板が敷かれた人気のあるウォーキングルートなどを除いては、地面が荒れたり凸凹していることがある。 場所によっては、公式のトレイルは、行きやすくするために路面が特別に整地されている。
長距離トレイルにはいろいろな種類があるが、ハイキング用トレイルを以下に大陸・国別に記述する。

## アジア

### インド
- カシミール大湖沼トレック （Great Lakes Trek）

### 韓国
- 韓国周回トレイル（Korea Dulle Trail）
- 済州オルレ

### 中国
- 国家森林歩道 - 国家林業草原局が進める中国大陸全土に[3]
- 香港トレイル（Hong Kong Trail - 香港

### 台湾
- 国家歩道系統 - 中華民国農業部林業自然保育署（中国語版）が台湾全土に推進

### トルコ
- スーフィ・トレイル（Sufi Trail）

### 日本
- 長距離自然歩道 - 東海自然歩道など
- 四国八十八箇所巡礼路
- 熊野古道

### ネパール
- 大ヒマラヤトレイル

### ロシア
- 大バイカル・トレイル

## アフリカ

### 南アフリカ
- オッター・トレイル（Otter Trail）

## アメリカ
北米

### アメリカ合衆国
- アパラチアン・トレイル
- コンチネンタル・ディバイド・トレイル
- パシフィック・クレスト・トレイル
  - ジョン・ミューア・トレイル

### カナダ
- インターナショナル・アパラチアン・トレイル
- トランス・カナダ・トレイル
- ウェスト・コースト・トレイル（英語版）

中南米

### アルゼンチン
- ロス・グラシアレス

### チリ
- 大パタゴニア・トレイル（Greater Patagonian Trail）

## オセアニア

### オーストラリア
- バイセンテニアル・ナショナル・トレイル（Bicentennial National Trail）
- タスマニア・トレイル（Tasmanian trail）

### ニュージーランド
- テ・アラロア

## ヨーロッパ

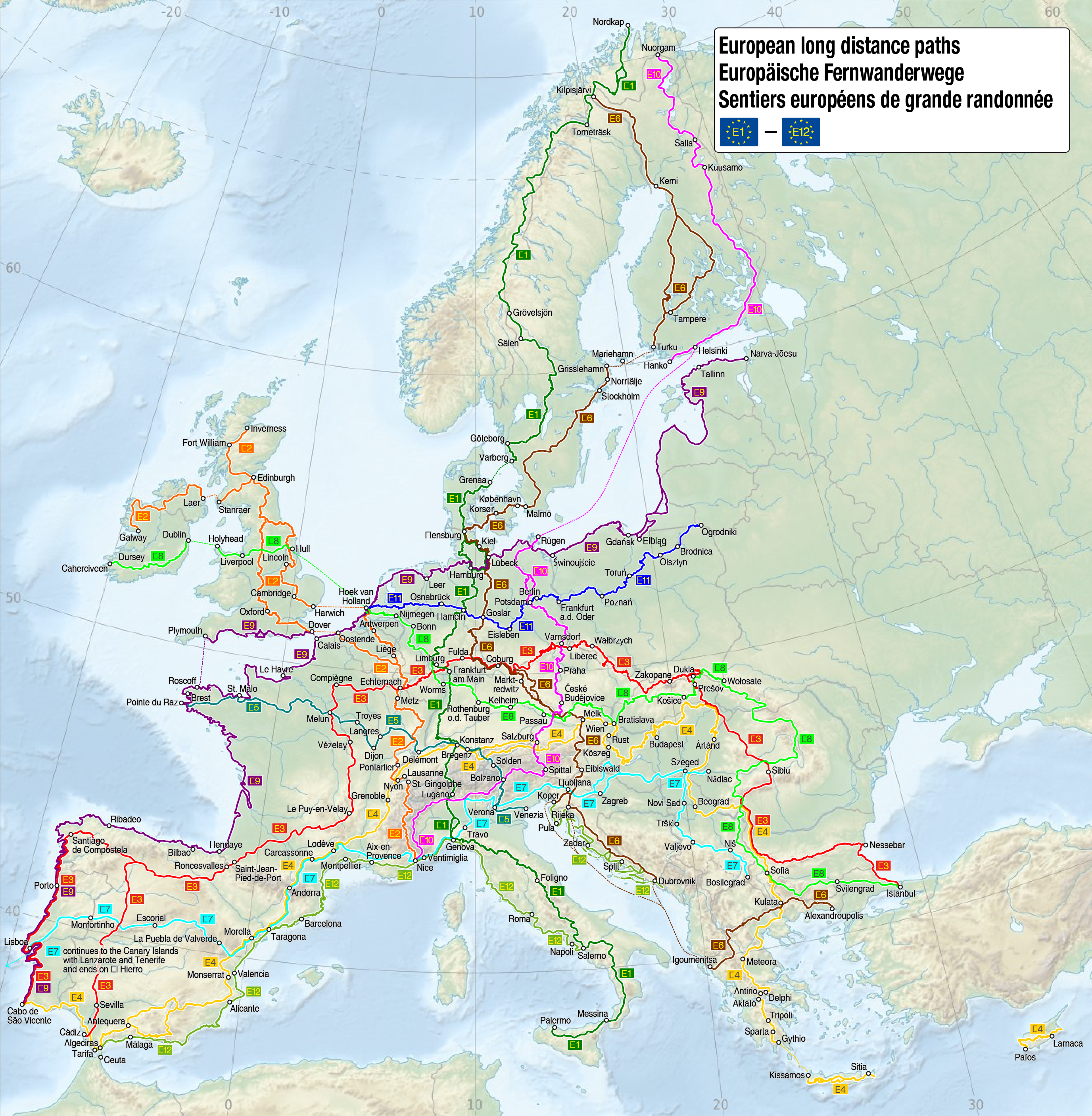
欧州長距離自然歩道の地図

- 欧州長距離自然歩道（E-paths、Sentier européen de grande randonnée）

### フランスなど
- グランド・ランドネ（GR長距離遊歩道、GR footpath）[4]

### イタリア
- 大イタリア・トレイル（Great Italian Trail）

### スペイン
- サンティアゴ・デ・コンポステーラの巡礼路

### ドイツ
- 黒い森北部周辺（Black Forest North Perimeter Way）
- ラインシュタイク（Rheinsteig）

### イギリス
- ペナイン・ウェイ（Pennine Way）
- スコットランド大歩道（Scotland's Great Trails）

### ロシア
- 黄金の環巡礼路